# Polymixis enceladaea
Polymixis enceladaea là một loài bướm đêm trong họ Noctuidae.